# ビニシオ・セレソ

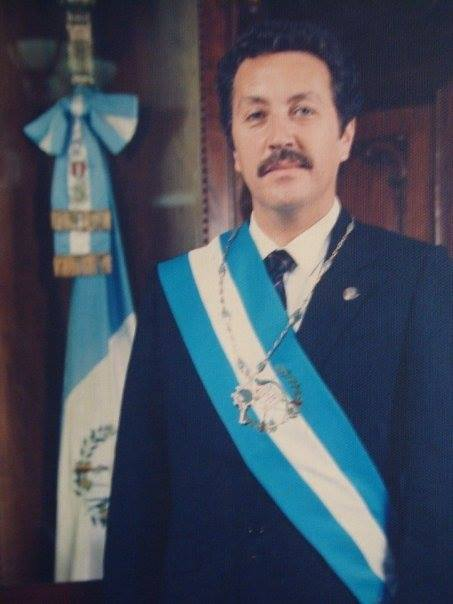
公式の肖像

マルコ・ビニシオ・セレソ・アレバロ（Marco Vinicio Cerezo Arévalo、1942年12月26日 - ）は、グアテマラの政治家で、1986年から1991年にかけてグアテマラの大統領をつとめた。長く続いたグアテマラの軍政時代は彼によって終焉が告げられた。

## 経歴
セレソはグアテマラシティに生まれ、1968年にサンカルロス大学の法学の学位を得て卒業した。在学中から盛んに政治活動を行っていた。
セレソはキリスト教民主党(DCG)の政治家として活動し、1974年にグアテマラ議会の議席を得た。1978年にはグアテマラシティの市長選に出馬したが落選した。
セレソは軍政批判の先鋒に立ち、1980年代には数回にわたって暗殺の危機にさらされた。

### 大統領
1985年11月の大統領選挙 (1985 Guatemalan general election) ではキリスト教民主党の候補として出馬し、右派のホルヘ・カルピオ・ニコジェ (Jorge Carpio Nicolle) を破って当選、1986年1月14日に大統領に就任した。
軍人以外が大統領に就任するのは1966年のフリオ・セサル・メンデス・モンテネグロ以来20年ぶりだった。軍部は引き続きゲリラ対策および国防の主導権を握っていたが、市民が政治参加できる機会は増大した。
セレソはコスタリカのオスカル・アリアス・サンチェス大統領の提案による中央アメリカ5か国の和平協定案に賛同し、グアテマラのエスキプラスで最初の会合が開かれたことからその名を持つエスキプラスI（1986年）およびエスキプラスII（1987年）の合意が実現した:14。ニカラグアのサンディニスタ革命をアメリカ合衆国が打倒しようとすることに対してセレソは協力を拒絶した。
グアテマラ国民革命連合(URNG)ゲリラとの対話による交渉をセレソは開始した。それまで政府はゲリラ側の武装解除を対話の前提条件としていたために実際の対話が行われることはなかった。1987年10月にはマドリードで会合を開き、大きな進展はなかったものの、国民和解委員会(CRN)の設立が合意された。1990年4月にはオスロで会合を開き、その合意にもとづいて財界・宗教など分野ごとの会合が積み重ねられた:37-39。しかしセレソの任期中にも軍部による暴力は続き、1990年12月にはサンティアゴ・アティトランで駐留軍による虐殺事件が起きて国際的な非難を浴びた。この結果アメリカ合衆国は軍事援助を停止した。
セレソ政権はインフレに悩まされた。1990年には国際市場での農作物の価格が低下し、経済的に困窮した。社会・経済改革は反対が強く、充分に実行することができなかった。
セレソの任期中、クーデターが何度も試みられた。1988年5月11日には2つの軍事基地から反乱軍が首都に侵入しようとし、1989年5月9日には1年前と同じメンバーを含む約300人の反乱軍が行動を起こしたが、いずれも鎮圧されている。

### その後

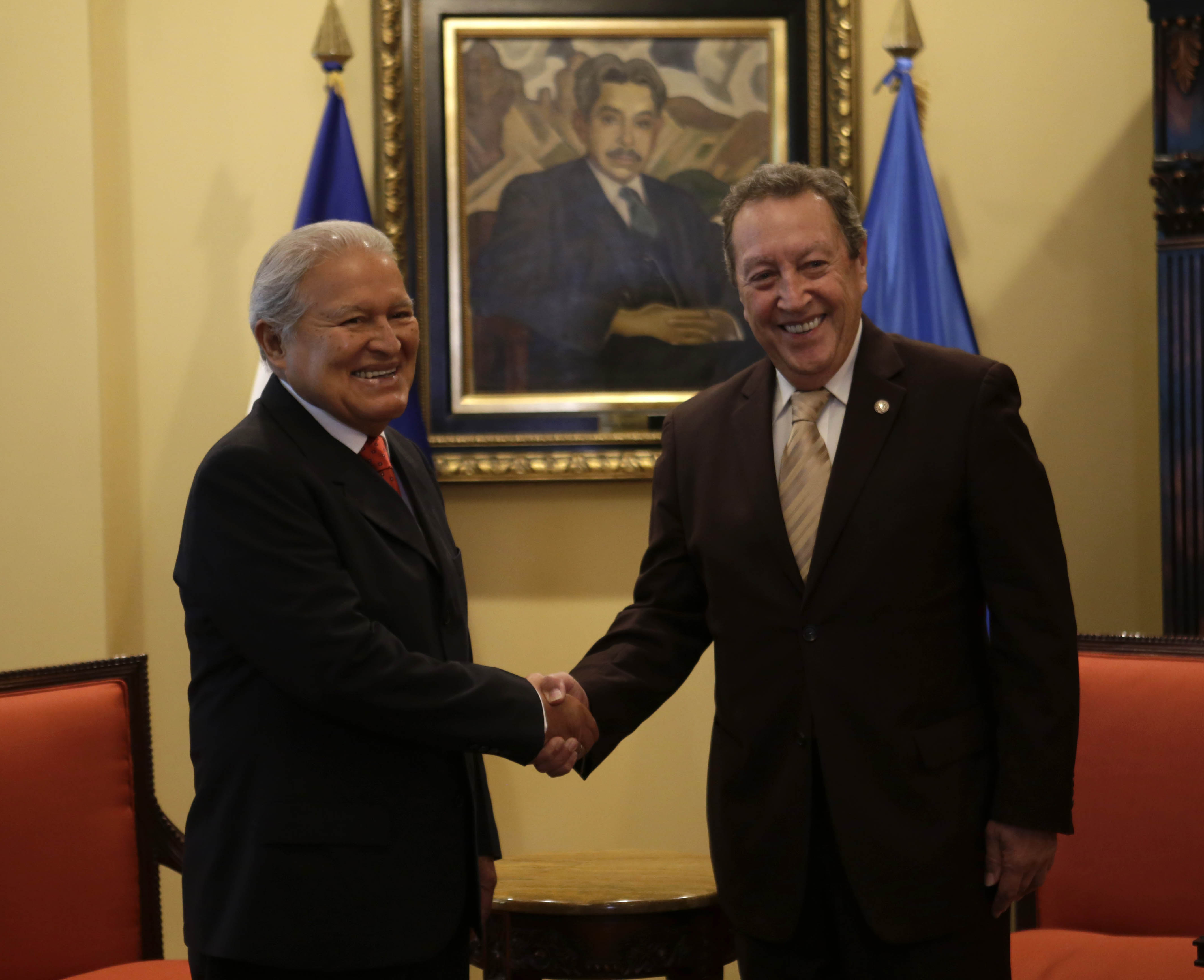
中米統合機構の事務局長としてエルサルバドルのサルバドール・サンチェス・セレン大統領と会見するセレソ（右、2017年）

1990年11月の選挙 (1990–91 Guatemalan general election) には軍政時代の元大統領エフライン・リオス・モント将軍が出馬しようとしたが、クーデターで国家の首長になった者が大統領に就任することは憲法によって禁止されているため、候補として認められなかった:37。選挙ではホルヘ・セラノ・エリアスが勝利し、次期大統領に就任した。
その後もセレソは中米和平のために努力し、「中米の大使」として知られる。
2017年6月に中米統合機構の事務局長に就任した。